# Airbus A300-600ST
Pour les articles homonymes, voir Beluga.
L'Airbus A300-600ST, également connu sous le surnom de Beluga en raison de sa forme ou encore Super Transporter, est un avion-cargo construit par Airbus. Dérivé de l'avion de ligne A300-600R, le Beluga peut, grâce à sa soute de 37,7 m de long et 7,1 m de diamètre, emporter une charge de plus de 40 tonnes sur une distance maximale de 2 779 km. 
Cinq exemplaires du Beluga ont été construits et utilisés par son unique client, Airbus Transport International, pour le transport de sections d'appareils Airbus entre les divers sites de production en Europe. L'A300-600ST peut également être utilisé pour transporter des charges exceptionnelles comme des satellites, des engins spatiaux, des véhicules militaires ou peut être utilisé pour des opérations humanitaires.
Cet appareil doit son nom de Beluga à sa ressemblance frappante avec la silhouette du cétacé du même nom.

## Génèse du type

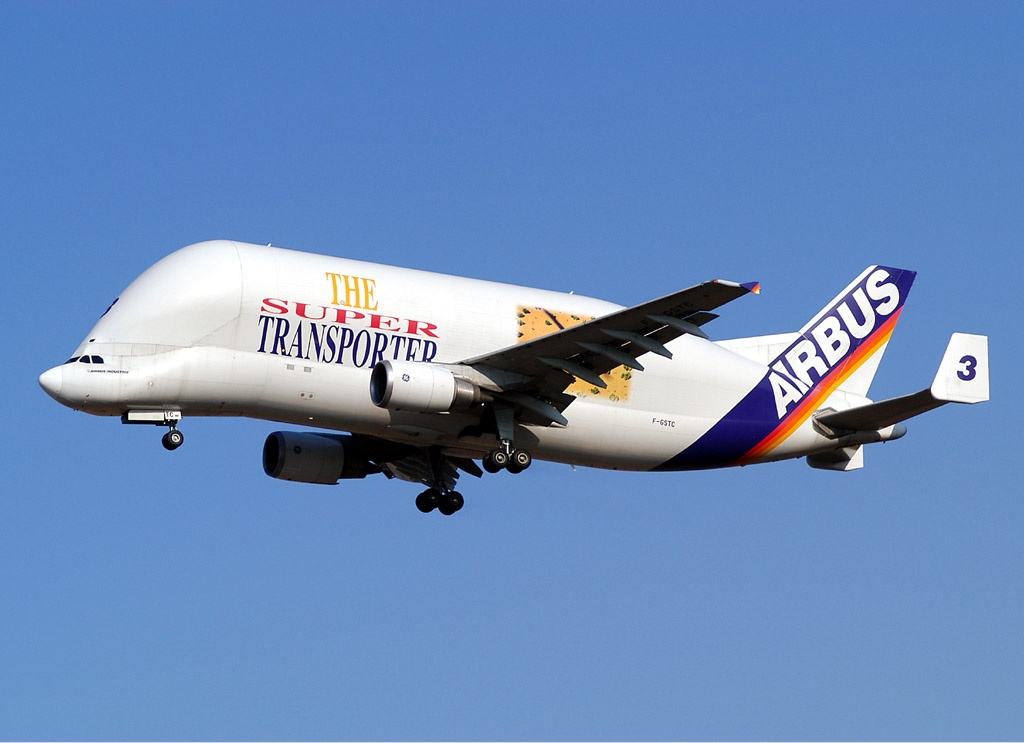
Beluga en vol.

La plupart des principaux constructeurs aéronautiques sont des sociétés multinationales, et il n'est pas inhabituel pour elles d'avoir des usines sur des sites très éloignés.
Airbus, cependant, est unique dans le fait que c'est une société européenne née de la fusion des entreprises aérospatiales majeures françaises, britanniques, allemandes et espagnoles. La localisation géographique des différents sites de l'entreprise est moins un problème pratique et de coût qu'un sujet d'intérêts nationaux et de fiertés nationales.
En conséquence, chacun des partenaires d'Airbus fabrique une partie de l'avion, qui nécessite d'être transportée dans un site d'assemblage, afin d'y assembler l'avion complet. Les détails varient d'un modèle à l'autre, mais l'organisation habituelle est de fabriquer les ailes au Royaume-Uni, l'empennage en Espagne, le fuselage en Allemagne, le nez et la section centrale en France, et les bords d'attaques et autres pièces très délicates en Belgique. Le fuselage de l'A400M est quant à lui fabriqué à Ankara en Turquie et acheminé une fois par mois. Le tout est assemblé à Toulouse ou Hambourg pour les avions commerciaux et à Séville pour l'A400M.
Lorsque Airbus a été créé en 1970, les premiers composants étaient transportés par la route, mais les quantités d'avions produites ont ensuite conduit le constructeur à passer par le transport aérien. À partir de 1972, une flotte de quatre « Super Guppies » profondément modifiés a été mise en place. Il s'agissait d'anciens Boeing Stratocruisers des années 1940, convertis pour porter des chargements de taille exceptionnelle pour le programme spatial de la NASA durant les années 1960. Pourvu d'un fuselage particulier et de turbopropulseurs, le Super Guppy est néanmoins devenu insatisfaisant : son âge impliquait un important coût opérationnel, de plus en plus élevé, et ses performances ne permettaient pas de répondre aux besoins de la production croissante d'Airbus.

## Développement et construction
En 1991 l'Aérospatiale et la Dasa, deux des partenaires majeurs d'Airbus, ont créé une entreprise, le SATIC (Special Aircraft Transportation International Company), pour développer un remplaçant au Super Guppy. Le point de départ était un bimoteur à fuselage de gros diamètre Airbus A300 standard : les ailes, les moteurs, les freins, et la partie inférieure du fuselage ont été retenus.
En revanche plusieurs modifications importantes ont été effectuées. La partie supérieure du fuselage a été remplacée par une énorme structure dont la section en fer à cheval a un diamètre de 7,4 mètres, et une porte frontale géante fut adaptée à l'avion. Pour fournir un accès à la zone cargo par l'avant sans devoir débrancher toutes les connexions électriques et hydrauliques, et celles des commandes de vol (sans parler des recalibrages nécessaires après rebranchements), le cockpit de l'A300 standard a été déplacé vers le bas, sous le niveau de l'étage cargo. La structure de la queue a été élargie et renforcée pour maintenir la stabilité directionnelle.
La construction débuta en septembre 1992. Le premier vol eut lieu en septembre 1994. Après 335 heures de vols d'essais, la certification fut accordée en octobre 1995 et l'A300-600ST, désormais connu sous le nom de Beluga, est entré en service.
Quatre autres Belugas furent construits, un par an, et les cinq appareils sont en service régulier.
Différentes variantes du Beluga, sur la base technique de l'Airbus A340, furent envisagées par la SATIC mais non réalisées.

## Utilisation auprès d'Airbus

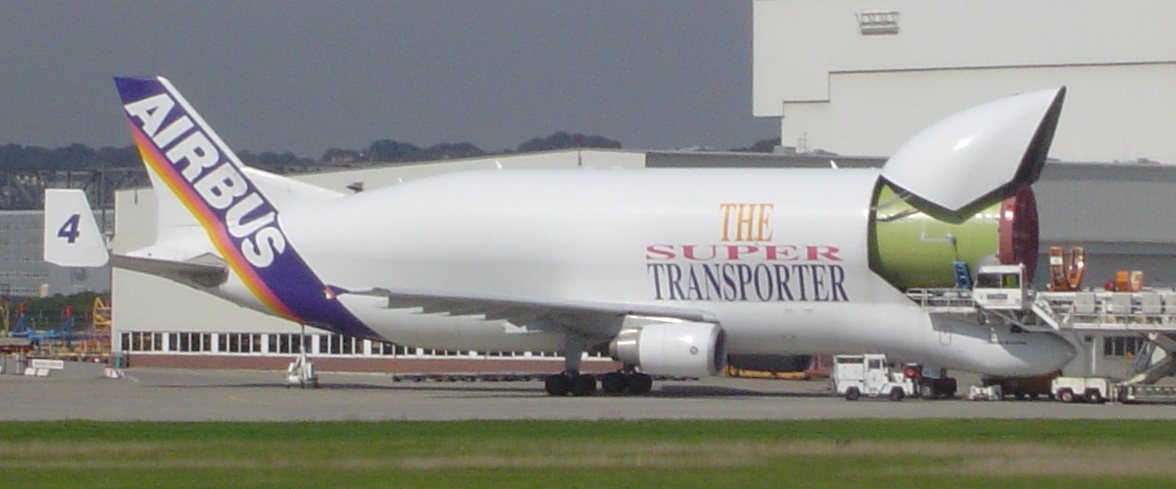
Chargement d'une section de fuselage dans un Beluga.

La société ATI (Airbus Transport International), compagnie aérienne à part entière et filiale d'Airbus SAS, a été créée pour assurer la gestion de la flotte des Beluga (ST puis XL). Son code AITA est 4Y tandis que son code OACI est BGA.
La tâche première d'ATI est de transporter les composants d'Airbus à travers l'Europe pour l'assemblage final à Toulouse ou à Hambourg. Aujourd'hui, ces transports se font avec les 6 nouveaux Beluga XL (A330-743L).
Les Beluga A300-608ST ont été utilisés pour transporter différents chargements spéciaux, y compris des composants de station spatiale, de grandes œuvres d'art fragiles, des machines industrielles, et des hélicoptères entiers.
La charge maximale est de 47 tonnes. Le Beluga est loin d'être le plus gros avion du monde en termes de charge utile : des avions le surpassent sur ce plan, l'Airbus A380, les Boeing 747 et Antonov An-225, et même le Lockheed C-5 Galaxy et l'Antonov An-124 « Ruslan » qui dépassent les 100 tonnes de capacité.

## Fin de la vie de «Beluga»
Il est depuis janvier 2022 utilisé par une entreprise fondée par Airbus « Airbus Beluga Transport ». À la suite de l'arrivée de l'A330-743L, la flotte était en usage dans l'optique de transporter des charges exceptionnelles tant pour d'autres compagnies que pour Airbus. Ainsi, en octobre 2022, un des appareils (F-GSTC) transporta Hot Bird 13G de Toulouse au centre spatial Kennedy. Il est à noter que ce vol utilisa 30% de carburant durable d'aviation avec succès. Comme les 5 appareils disposent encore d'une vingtaine d'années de vie opérationnelle, l'entreprise Airbus Beluga Transport exploitera tous ces A300ST dans l'avenir, actuellement seulement deux.
L'année 2024 se remarque par l'évolution de cette nouvelle entreprise. Ces deux appareils se placent désormais à l'aéroport de Toulouse Francazal près de son ancien tarmac. Après l'obtention de plusieurs certificats, Airbus Beluga Transport a commencé son propre recrutement de l'équipage, qui contiendra jusqu'à 35 nouveaux pilotes, lesquels seront capables d'assurer le pilotage très particulier de cet appareil. De surcroît, le 10 janvier 2024, la compagnie a obtenu l'autorisation de la FAA, pour que le Beluga puisse transporter le fret aux États-Unis, un marché important pour l'AIBT.
Toutefois, le 24 janvier 2025, le porte-parole d'Airbus déclare la fin de cette jeune entreprise. En attribuant en partie la cause à la concurrence avec le transport maritime, Airbus exprime ses « difficultés opérationnelles majeures » mais sans précision. Ce jour-là, tous les vols de l'A300B4-608ST ont été suspendus,.

## Caractéristiques techniques

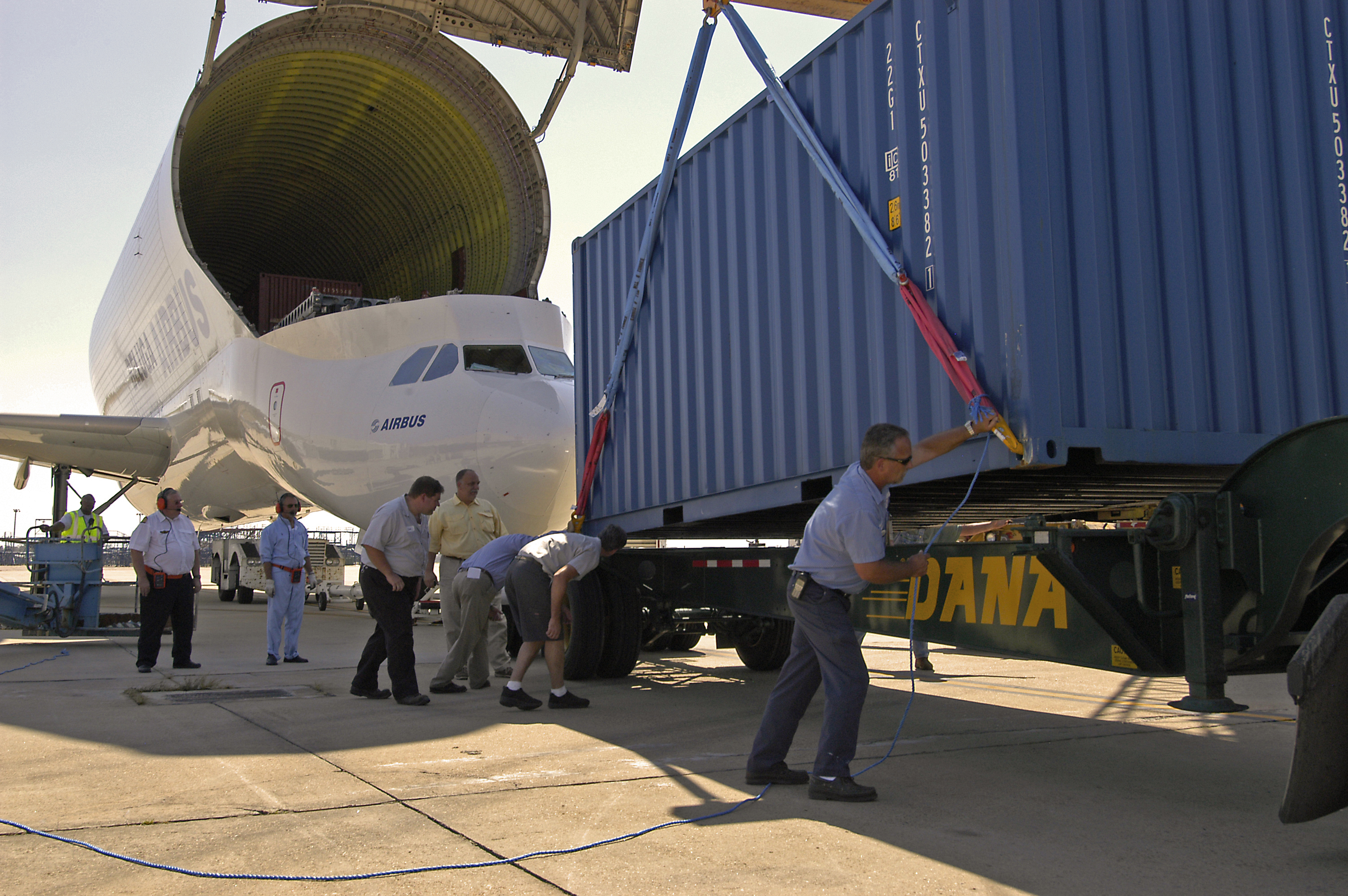
Mission caritative en septembre 2005, à la suite de la catastrophe de l'ouragan Katrina (à l'aéroport de Mobile (Alabama)).

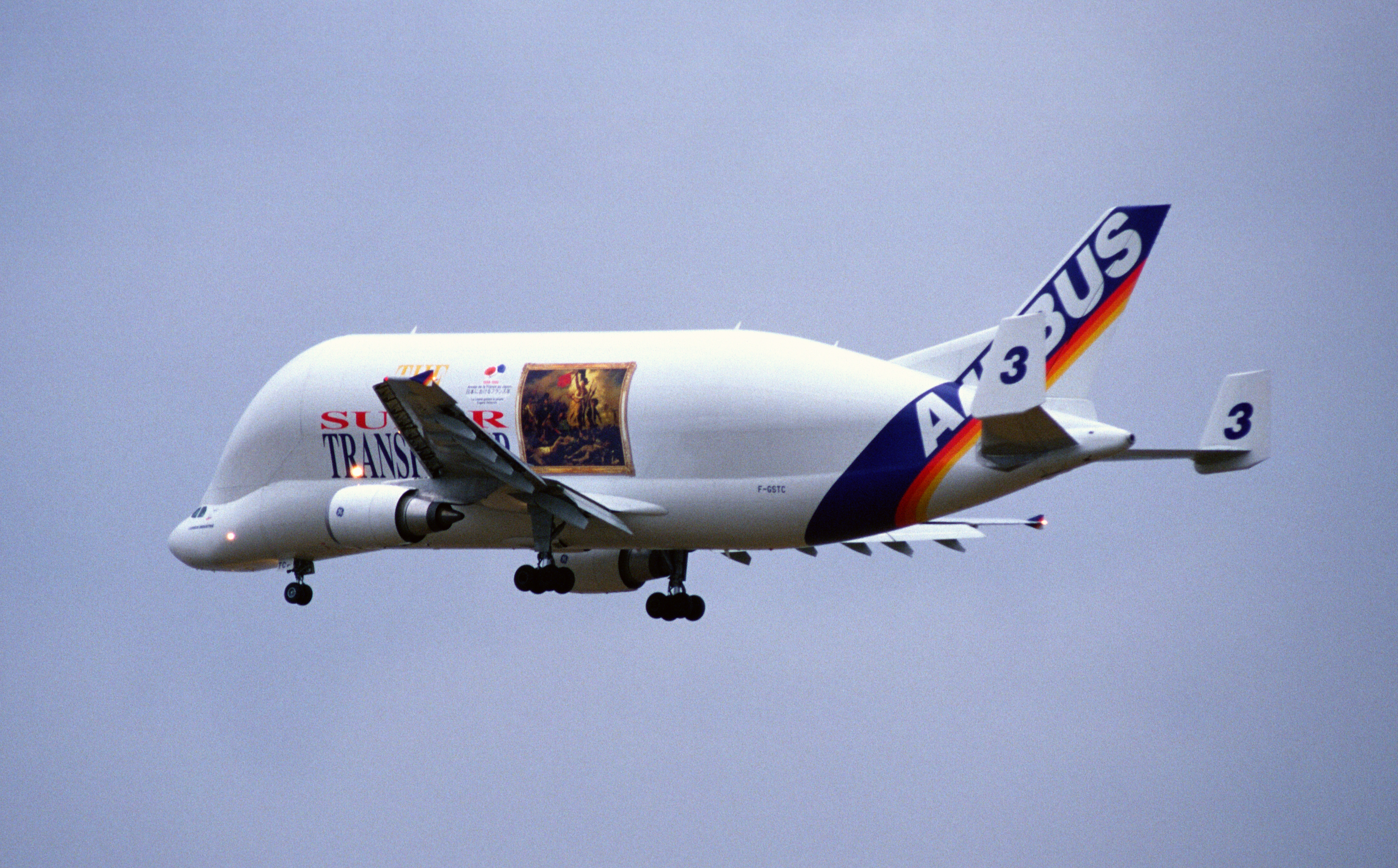
En 1999, le tableau d'Eugène Delacroix La Liberté guidant le peuple fut transporté par un Beluga.

Le Beluga est un cargo bimoteur. Avec seulement deux réacteurs et sa lourde charge, il peut voler à 700 km/h sur 5 000 km.
Quelques autres appareils peuvent transporter des charges plus lourdes, mais aucun n'a un volume interne comparable. La soute principale de l'A300-608ST mesure 7,4 mètres de diamètre et 37,7 mètres de long. Elle lui permet de transporter des pièces de très grandes dimensions, comme une paire d'ailes d'Airbus A330, deux paires d'ailes d'Airbus A320, un fuselage d'Airbus A320, une aile d'Airbus A350 ou encore un fuselage d'Airbus A330.
Par sa forme « gonflée » et par son rôle principal (transport d'éléments d'avions), le Beluga est donc comparable au Boeing 747-400 Large Cargo Freighter.
Le Beluga peut transporter certaines pièces de l'A380, mais ne peut cependant pas transporter les pièces principales (fuselage central, ailes), trop volumineuses qui sont donc transportées par camions et bateaux, ce qui a nécessité de nombreux travaux routiers et fluviaux. Face à la montée en puissance de la production de l'Airbus A350, pour compléter la flotte des « Beluga », un Beluga de nouvelle génération (Beluga XL) plus volumineux avec une soute de 8 m de diamètre au lieu de 7,1 m, et avec un plus grand rayon d'action, basé sur un Airbus A330-200F, est étudié, puis le programme est officiellement lancé en novembre 2014 pour une livraison prévue en 2019, avec un retrait de la première génération en 2025.
| Version                         | Airbus A300-608ST                                                                                          |
| ------------------------------- | --- |
| Équipage                        | 2 pilotes, ou jusqu'à 6 occupants (2 pilotes, 2 strapontins cockpit, 2 strapontins dans l'arrière cockpit) |
| Longueur                        | 56,15 m |
| Envergure                       | 44,84 m |
| Hauteur                         | 17,24 m |
| Largeur du fuselage             | 3,95 m |
| Largeur de la cabine            | 3,70 m |
| Empattement                     | 20 m |
| Voie du train d'atterrissage    | 7,59 m |
| Superficie des ailes            | 258,80 m2                                                                                                  |
| Masse à vide                    | 90 000 kg                                                                                                  |
| Masse maximale au décollage     | 155 000 kg                                                                                                 |
| Masse maximale à l'atterrissage | 140 000 kg                                                                                                 |
| Charge max. au décollage        | 47 000 kg                                                                                                  |
| Vitesse de croisière            | Mach 0,70                                                                                                  |
| Autonomie                       | 2 779 km avec 40 tonnes 4 632 km avec 26 tonnes                                                            |
| Kérosène                        | 62 000 L                                                                                                   |
| Réacteurs                       | CF6-80C2A8                                                                                                 |
| Poussée                         | 23 800 kg                                                                                                  |

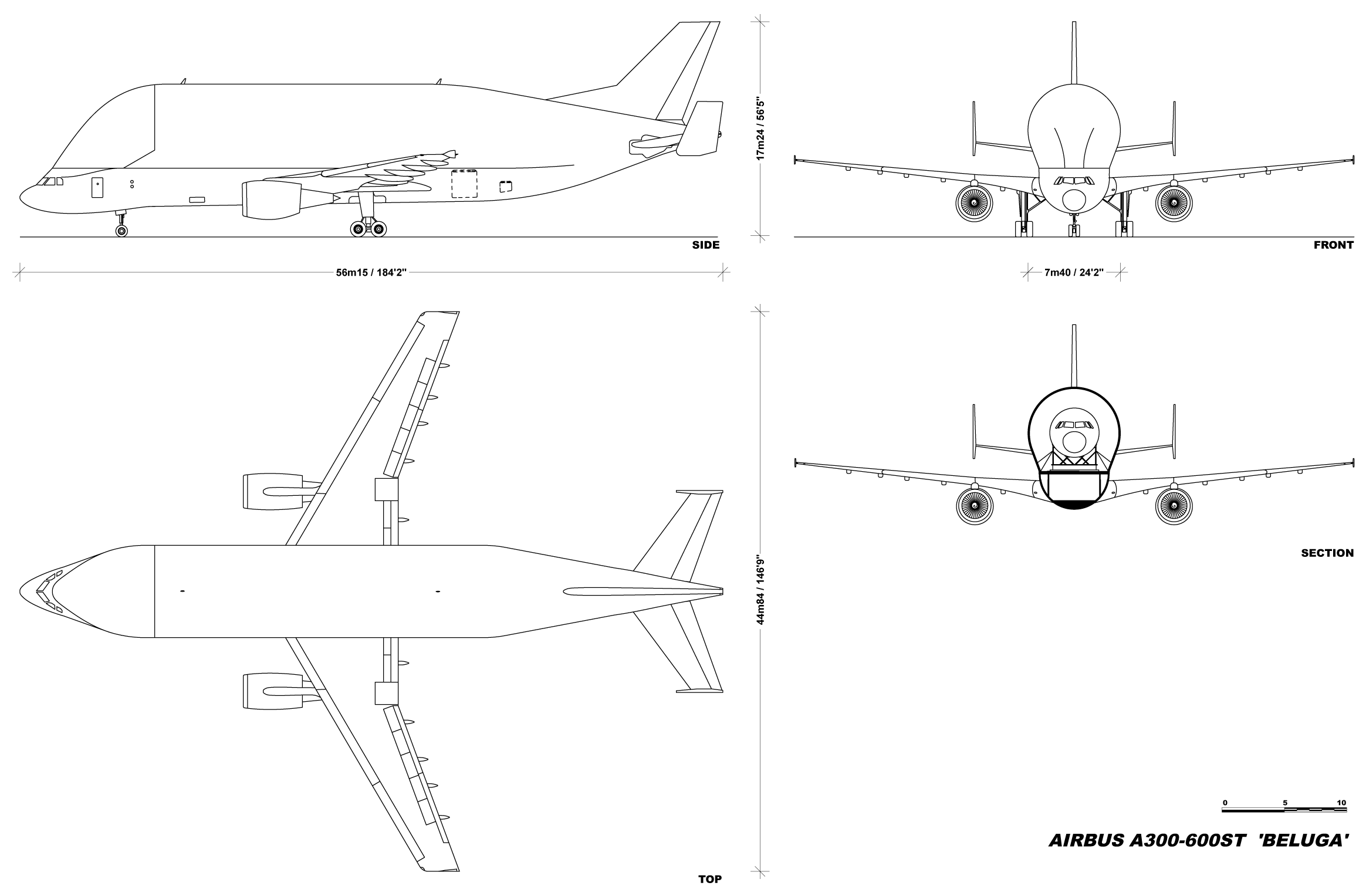
Vues de l'A300-600ST dit Beluga.

Sources : caractéristiques techniques de l'A300-600ST,
Il est à noter que la masse maximale au décollage de MSN655 est inférieure de 2 000 kg. En 2024, cet appareil reste en stockage et il semble qu'il soit conservé dans l'optique de fournir, dans l'avenir, des pièces détachées en faveur d'autres A300-600ST.

## Flotte
| Immatriculation | Type       | Numéro de série | 1er vol           | Retrait du service | heures de vol | vols effectués |
| --------------- | ---------- | --------------- | ----------------- | ------------------ | ------------- | -------------- |
| F-GSTA          | A300-608ST | 655             | 13 septembre 1994 | 29 avril 2021      | 5 103 heures  | 3 353          |
| F-GSTB          | A300-608ST | 751             | 26 mars 1996      | en service         |               |                |
| F-GSTC          | A300-608ST | 765             | 21 avril 1997     | en service         |               |                |
| F-GSTD          | A300-608ST | 776             | 9 juin 1998       | en service         |               |                |
| F-GSTF          | A300-608ST | 796             | 12 décembre 2000  | en stockage        |               |                |